# El Noticiero (Saragossa)
El Noticiero va ser un periòdic espanyol, editat a Saragossa, entre 1901 i 1977.

## Història
Diari d'ideologia catòlica, el seu primer número va sortir al carrer l'1 de juny de 1901.
En 1931 el diari va ser adquirit per Acció Popular i va passar a donar suport a José María Gil-Robles, convertint-se en l'òrgan de la CEDA a Aragó. Durant el període de la Segona República la publicació va mantenir una línia editorial catòlica i conservadora, molt hostil al règim republicà. Va constituir el segon diari regional més venut, després de l' Heraldo de Aragón.
Durant tot el període entre els anys 1938 i 1972 serà dirigit per Ramón Celma Bernal. En 1972, el periòdic és adquirit per dos empresaris aragonesos, Publio Cordón Munilla i Francisco Sánchez-Ventura y Pascual, aquest últim fill de l'antic director. No obstant això, les greus dificultats econòmiques que afrontava el rotatiu van portar al seu tancament definitiu en 1977.
Entorn de El Noticiero es va configurar una important empresa editorial, que publicaria nombroses obres de caràcter religiós.
Per la direcció del periòdic van passar, entre d'altres, Luis Mendizábal, Salvador Minguijón Adrián, Manuel Cambón, Julio Martínez Lecha, Norberto Torcal, Inocencio Jiménez, José Álvarez Ude, Genaro Poza, Fernando Bertrán de Lis, Miguel Sancho Izquierdo, Orencio Ortega Frisón, Manuel Albareda Herrera, o José María Sánchez Ventura.